# 郭庭源
郭庭源，马来西亚政治人物，行动党籍，前任马来西亚槟城州立法议会双溪槟榔议员 。